# Art nòrdic

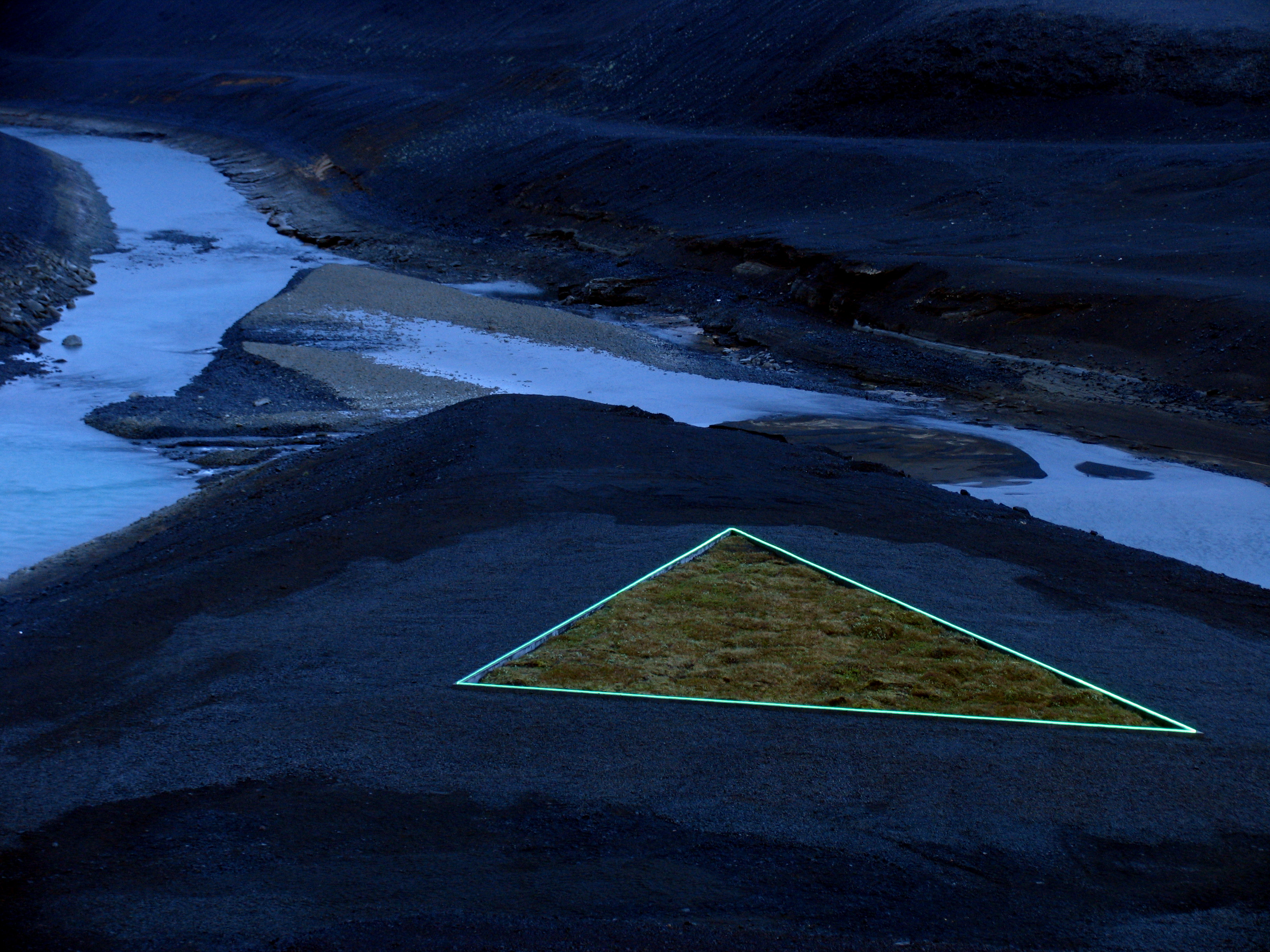
L'obra d'art La Mare Terra a la central hidràulica de Vatnsfell a Islàndia (2005)

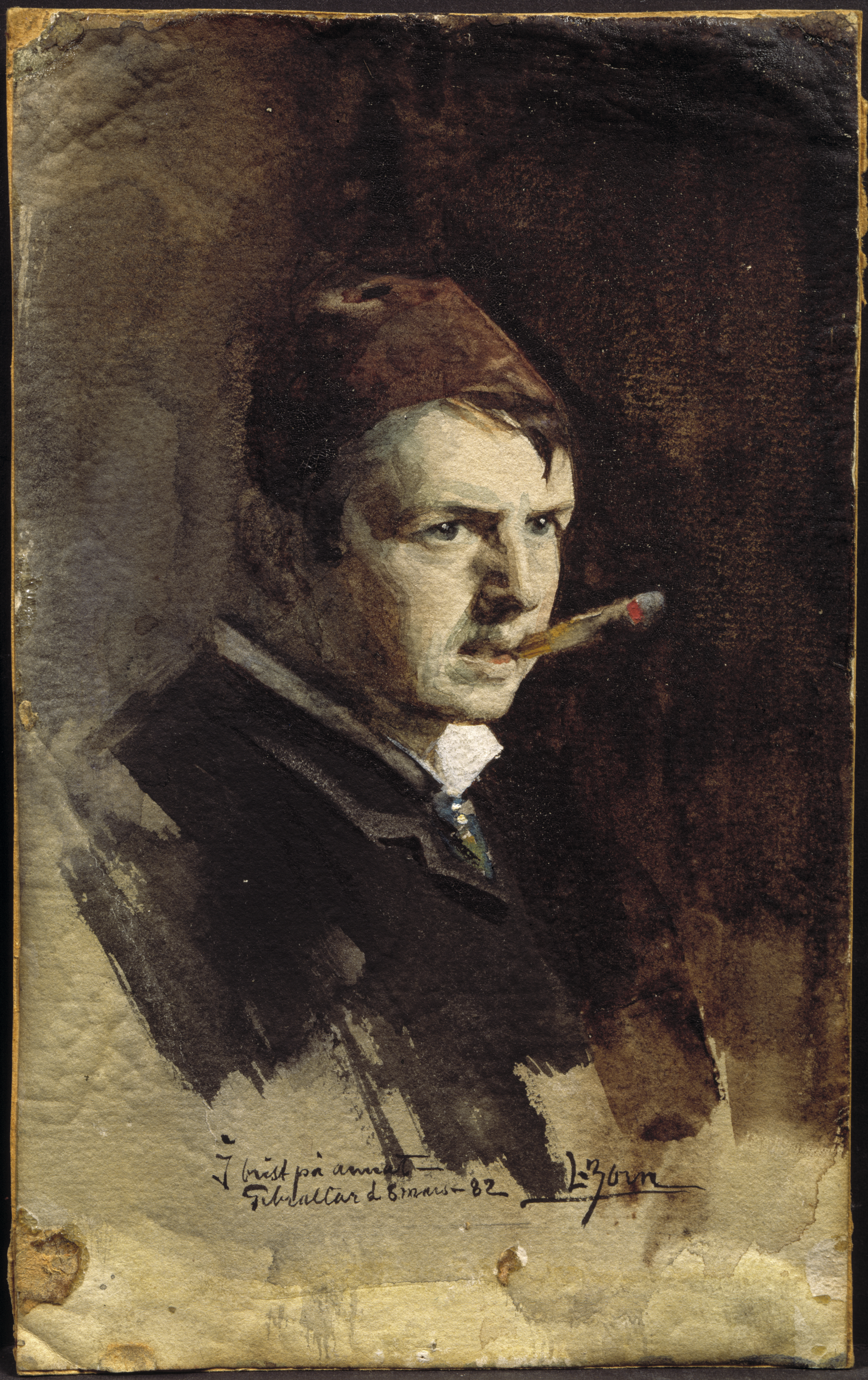
Anders Zorn, Autoretret (1882)

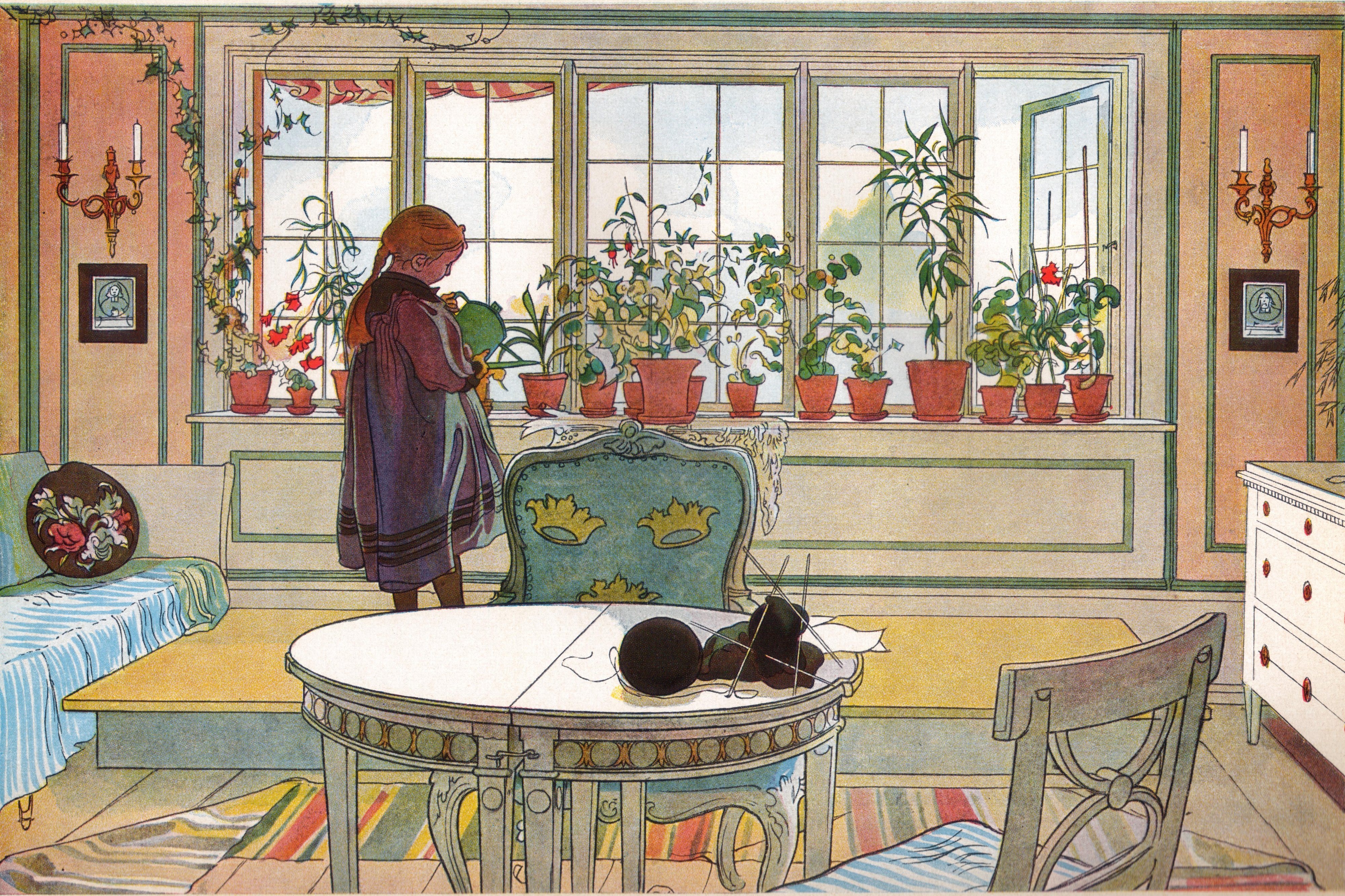
Carl Larsson, Flors a l'ampit de la finestra (1894)

L'art nòrdic és l'art realitzat als països nòrdics: Dinamarca, Finlàndia, Islàndia, Noruega, Suècia i territoris associats. L'art escandinau es refereix a un subconjunt de l'art nòrdic i és un art específic per als països escandinaus Dinamarca, Suècia i Noruega.

## Edat viquinga
L'art de l'edat de Viking és un terme per a l'art d'Escandinàvia i assentaments vikings en altres llocs, especialment a les illes Britàniques, durant l'Edat Viking. Té molts elements en comú amb l'art celta, l'art romànic i l'est d'Europa (Euràsia). Els vikings van estar actius als països nòrdics entre la baixa edat mitjana i la part primerenca de l'alta edat mitjana. Hi ha tres estils artístics principals d'aquest període: l'estil Jelling, l'estil Ringerike i l'estil d'Urnes. Jelling rep el nom d'una tomba reial danesa a Jutlandia i sol incloure dissenys pesants d'animals. L'estil Ringerike inclou adorns de fullatge i entrellaçats. L'estil porta el nom del districte de Noruega, on existeixen exemples de Ringerike a la pedra arenisca local. L'estil Ringerike també es pot veure en manuscrits anglesos, i també hi ha algunes talles en ivori que es fan en aquest estil.
El símbol principal de l'Edat Viking és la nau viking. No només es va utilitzar com a vaixell de guerra i comerç, va demostrar el disseny individual i l'art real. Un exemple d'això prové d'un enterrament de vaixells a Noruega, prop del mar a Oseberg. Més de 70 peus de llarg, es van mantenir les restes de dues dones i molts objectes preciosos que probablement van ser eliminats pels lladres abans del descobriment.

## Renaixement
Danès: L'art danès es remunta a milers d'anys amb artefactes importants del segon mil·lenni aC, com el cotxe de sol de Trundholm. L'art de la Dinamarca moderna forma part de l'art de l'època de bronze nòrdic, i després d'art nòrdic i vikingo. La pintura medieval danesa és gairebé completament coneguda a partir de frescos de l'església, com els de l'artista del segle xvi conegut com el Mestre Elmelunde.
Finlandès: Els Finlandesos han fet importants contribucions a l'artesania i al disseny industrial. Famosos artistes i escultors finlandesos són Wäinö Aaltonen, Eliel Saarinen, Eero Saarinen i Alvar Aalto.
Islandès:L'art islandès s'ha construït sobre les tradicions nord-europees del segle xix, però es va desenvolupar en diferents direccions al segle xx, influït en particular per l'únic paisatge islandès, així com per la mitologia i la cultura islandeses.
Noruec:L'art noruec es va incorporar al segle xix, especialment amb els primers pintors 
del paisatge. Fins aquell moment, l'escena artística a Noruega havia estat dominada per les importacions d'Alemanya i Holanda i per la influència del govern danès. Inicialment amb l'art del paisatge, posteriorment amb l'impressionisme i el realisme. Un dels artistes més coneguts de Noruega és Edvard Munch (1863-1944).
Suec:Entre els famosos artistes suecs figuren Johan Tobias Sergel (1740-1814), Carl Larsson (1853-1919), Anders Zorn (1860-1920), Carl Eldh (1873-1954) i Carl Milles (1875-1955).

## Museu d'art/Galeries

### Dinamarca
Hi ha molts museus d'art a Dinamarca, que inclouen:
- El Museu Nacional de Dinamarca
- La Galeria Nacional de Dinamarca
- Museu d'Art Modern de Louisiana
- Castell de Rosenborg

### Finlàndia
Hi ha una gran quantitat de museus d'art a Finlàndia. Els següents museus d'art es troben a la capital del país, Hèlsinki.
- Galeria Nacional de Finlàndia
- Ateneu - un museu d'art
- Kiasma - un museu d'art contemporani
- DESIGNMUSEUM
- Museu d'Art de la ciutat de Hèlsinki
- Museu de fotografia finlandès

### Premis d'art
1988, el Banc d'Inversions de Carnegie va establir el premi Carnegie Art per presentar-se a artistes nascuts als països nòrdics o residents en aquests països.